# ایسامتوو (شهرستان شارانسکی، باشقیرستان)
ایسامتوو (انگلیسی: Isametovo, Sharansky District, Republic of Bashkortostan) یک شهرک در شهرستان شارانسکی استان باشقیرستان کشور روسیه است.